# Mutvoran
Mutvoran is een plaats in de gemeente Marčana in de Kroatische provincie Istrië. De plaats telt 23 inwoners (2001).